# 池田美容学校
池田美容学校（いけだびようがっこう）は、静岡県静岡市葵区にある美容師養成施設。
職業訓練校の理美容学苑も併設。理事長 池田よしたか が、美容師・経営者を養成する目的としてつくった少人数制の美容学校。厚生労働大臣指定校。

## 沿革
- 2005年 - 池田美容学校開校

## 設置コース
昼間専門課程
- 美容科（2年制）

通信教育課程
- 美容科　通信コース　 （3年制）
- 美容科　非従事コース（3年制）

## 学生生活

### 学園祭
- 年に一度学内外で学園祭が行われる。内容は主に、ヘアショー・ファッションショー。2012年は静岡市役所前葵スクエアで行われ、静岡県の女性ローカルアイドルユニットORANCHEも学園祭に参加した。

## 交通アクセス
- 東海旅客鉄道(JR東海)東海道新幹線・東海道本線静岡駅から徒歩約5分
- 静岡鉄道静岡清水線新静岡駅から徒歩約2分
- しずてつジャストライン(バス)「市民文化会館前」停留所前または「新静岡」停留所から徒歩約2分

## 姉妹校
- 理美容学苑
- 湘南ビューティーカレッジ

## 関連団体
- 日本理容美容教育センター
- 厚生労働省
- 財団法人理容師美容師試験研修センター